# Bernd Meier (Fußballspieler)
Bernd Meier (* 11. Februar 1972 in Rain am Lech; † 2. August 2012 in Donauwörth) war ein deutscher Fußballtorhüter und Torwarttrainer.

## Karriere
Meier hatte als Amateur bei den Vereinen TSV Burgheim, TSV 1896 Rain und TSV Aindling gespielt, bevor er 1993 beim TSV 1860 München seinen ersten Profivertrag unterschrieb. Bei 1860 München erreichte Meier als Stammtorhüter mit Aufstieg, Klassenerhalt und Etablierung in der Bundesliga seine größten Erfolge. 1996 nahm er für kurze Zeit am Training der A-Nationalmannschaft teil.
Als der Torhüter im Spiel gegen den FC Bayern München am 11. April 1998 einen abgefangenen Ball vom Boden aus abschlagen wollte, spitzelte ihm der hinter ihm befindliche gegnerische Stürmer Carsten Jancker den Ball vom Fuß und schob ihn ins leere Tor. Der bis dahin 0:1 zurückliegende TSV 1860 München verlor das Lokalderby schließlich mit 1:3. Aufgrund dieses Fehlers bestritt Meier für den TSV 1860 München unter dem damaligen Trainer Werner Lorant kein Spiel mehr.
1999 wechselte er daraufhin zu Borussia Mönchengladbach, 2002 zum LR Ahlen, wo Werner Lorant, der ihn bei den Münchner Löwen ausgemustert hatte, wieder sein Trainer wurde. Bei einer der letzten Trainingseinheiten vor seinem Wechsel zu Borussia Dortmund zog er sich einen Kreuzbandriss zu, wodurch er für die Hinrunde 2005/06 ausfiel. Nach seiner Genesung kam er in der Saison 2006/07 in der Amateurmannschaft der Borussia zum Einsatz, bis er sich im Auswärtsspiel bei seinem ehemaligen Verein LR Ahlen erneut einen Kreuzbandriss zuzog. Die Verletzung bedeutete sein Karriereende. Meier bestritt insgesamt 94 Bundesligaspiele.
Zuletzt war Meier Torwarttrainer bei Wacker Burghausen und betreute die Torhüter der deutschen U-17-Nationalmannschaft. Daneben war er seit September 2011 Trainer beim TSV Burgheim.
Er starb am 2. August 2012 im Alter von 40 Jahren an einem Herzinfarkt, nachdem er wegen einer Lebensmittelvergiftung stationär untersucht worden war.